# Jarosz Hryczyna
Jarosz (Hieronim) Hryczyna herbu Trąby – podczaszy brzeskolitewski w latach 1643–1658.
W 1648 roku był elektorem Jana II Kazimierza Wazy z województwa brzeskolitewskiego.